# ریموند والبرن
ریموند والبرن (انگلیسی: Raymond Walburn; ۹ سپتامبر ۱۸۸۷ – ۲۶ ژوئیهٔ ۱۹۶۹) بازیگر اهل ایالات متحده آمریکا بود.

## گزیدهٔ فیلم‌شناسی
- گناه هارولد دیدلباک
- خرید لوئیزیانا
- برادوی بیل
- آرسنیک و تور کهنه
- زیگفلد کبیر
- آقای دیدز به شهر می‌رود
- دلفریب
- کریسمس در ژوئیه
- وضعیت کشور
- کنت مونت کریستو
- برادوی بیل
- سوارکاری در اوج
- دیکسی
- استادهای آمریکایی
- از جان گذشتگان
- مواظب باش پروفسور
- روزهای بهشتی
- احساس مالکیت